# 歐米加角
歐米加角（英語：Cape Omega），是南極洲的海岬，位於毛德皇后地的奧拉夫王子海岸，處於歐米加冰川和達摩岩之間，根據日本探險隊的測量和拍攝的空中照片繪入地圖，現時由南極條約體系管理。